# Jean-Baptiste Say
Jean-Baptiste Say, född 5 januari 1767 i Lyon, död 15 november 1832 i Paris, var en fransk nationalekonom, professor, politiker och affärsman. Say företrädde klassiskt liberala åsikter och förordade konkurrens, frihandel, och lyftande av handelshinder. Han är upphovsman till Says lag, som ofta anförs som att "utbudet skapar efterfrågan".

## Biografi
Fadern Jean-Étienne Say var en protestant från Nîmes som hade flyttat till Genève med anledning av ediktet i Nantes, men familjen hade sedan flyttat till Lyon där Jean-Baptiste föddes. Han beslutade sig tidigt för att bli affärsman, och sändes med sin bror Horace till England, och bodde först i Croydon hos en köpman, och sedan i London där han arbetade som assistent. Han återvände sedan till Frankrike, och blev anställd vid ett försäkringsbolag.
Say publicerade sin första skrift 1789, och den var ett försvar av pressfriheten. Därefter arbetade han vid Courrier de Provence. 1792 deltog han som frivillig i kampanjen i Champagne, och året därpå blev han statssekreterare till finansminister Étienne Clavière som tidigare varit hans chef. 1794 till 1800 var han redaktör för en periodisk tidskrift, La Decade philosophique, litteraire, et politique, i vilken han lyfte fram Adam Smiths läror. Vid det laget började han bli berömd som publicist, och 1799 invaldes han som en av hundra ledamöter av tribunatet.
År 1800 utgav han Olbie, ou essai sur les moyens de reformer les moeurs d'une nation, och tre år senare kom vad som brukar kallas hans huvudverk, Traité d'économie politique ou simple exposition de la manière dont se forment, se distribuent et se composent les richesses. Eftersom han inte gjorde avkall på sina ideologiska principer, avsattes han av Napoleon Bonaparte 1804 från tribunatet, och han återgick då till affärsverksamheten, och började inom bomullsindustrin, där huvudsakligen kvinnor och barn var anställda. Under de följande åren försökte han ge ut flera verk, men hindrades av censuren.
Vändpunkten kom 1814 då de allierades ingripanden i Frankrike ledde till att han omformade sin syn på frihet, och han utgav en nyutgåva av Traité d'économie politique, vilken han dedicerade till Alexander I av Ryssland som hade tagit intryck av hans teorier. Samma år sände den franska regeringen honom till England för att studera det ekonomiska systemet där. Rapporten från resan lade han fram i A tract de l'Angleterre et des Anglais. 1817 utkom en tredje upplaga av Traité d'économie politique.
En lärostol i industriell ekonomi inrättades åt honom 1819 vid Conservatoire des Arts et Metiers. Han utgav under åren 1828-1830 verket Cours complet d'economie politique pratique. 1831 blev han professor i politisk ekonomi vid Collège de France. Han invalde som utländsk ledamot av Kungliga Vetenskapsakademien år 1826.
1793 gifte han sig med mademoiselle Deloche, dotter till en advokat. Efter att hon avlidit 1830 försämrades hans hälsa, och han började drabbas av nervösa sammanbrott. Vid revolutionen 1830 invaldes han i Seinedepartementets generalråd, men tvingades snart att avgå. Han avled i Paris 1832.

## Says teorier

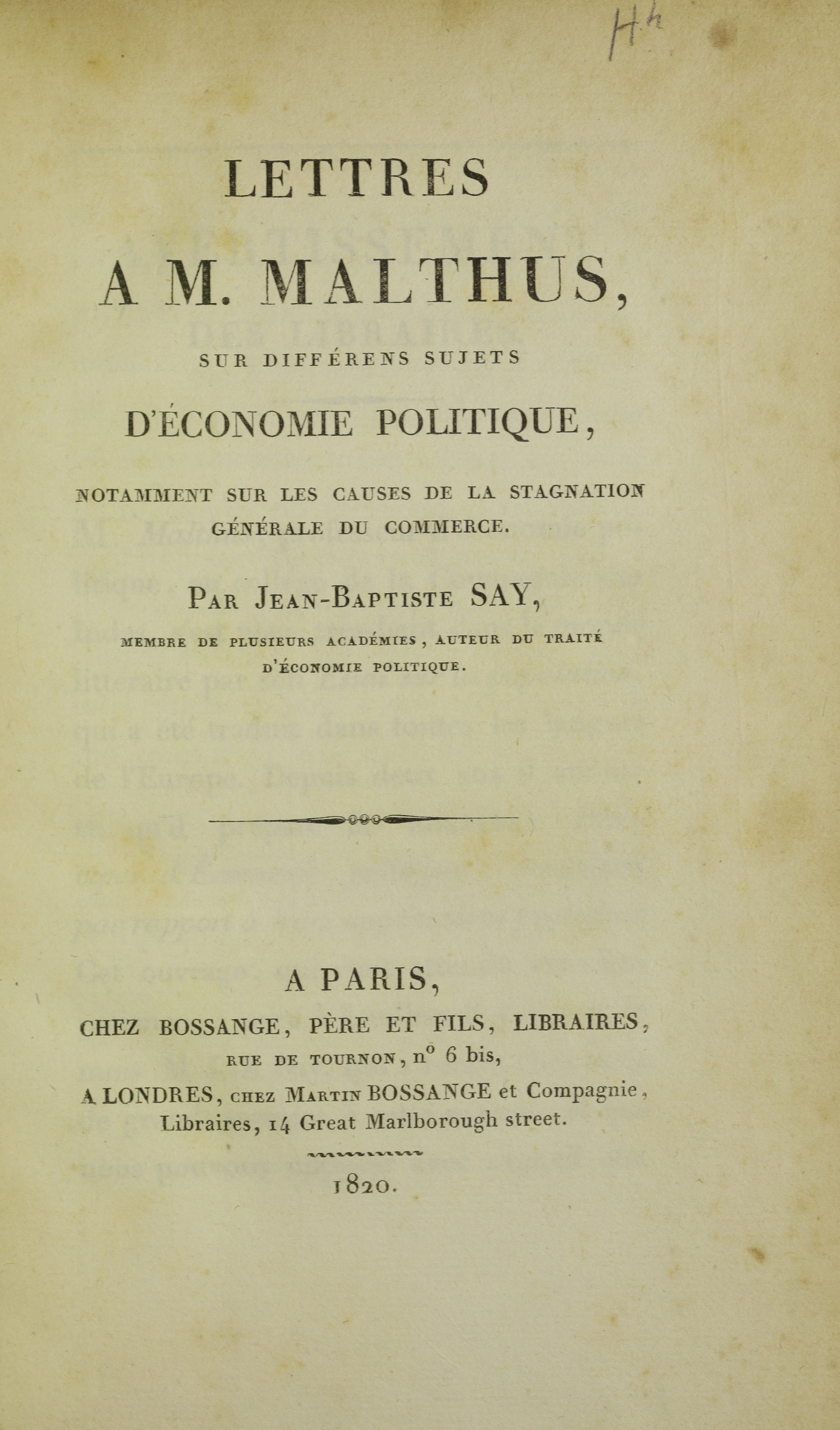
Lettres a M. Malthus, 1820

Say är mest känd för sin utbudteori som brukar kallas Says lag, vilket är en omdebatterad teori. Den brukar sammanfatts i att utbudet skapar efterfrågan, det vill säga att det faktum att en vara produceras och finns på marknaden skapar en efterfråga på varan; om ett visst utbud inte finns, finns heller ingen efterfrågan på detta. En svacka föregås av att utbudet avtar, och efterfrågan minskar först därefter. När ekonomin återställs börjar produktionen före efterfrågan. Denna teori, som är vagt formulerad, innebär att överproduktion inte är möjlig, men han erkände samtidigt att avsättningsproblem för delar av marknaden kunde äga rum. Framför allt hävdade teorin att marknaden var självreglerande. Denna teori har senare av många blivit avfärdad som oriktig, men blir ständigt omtolkad och omvärderad, inte minst på grund av otydligheten i dess presentation.
Trots att han bara menade sig förklara Adam Smiths teorier, och vederlägga fysiokraternas, kom han att lägga fram en egen variant av den klassiska liberalismens värdeteori. Värdet var subjektivt, menade Says och motsvarar det upplevda nyttovärdet snarare än ett inneboende sådant. Han utarbetade en "trinitarisk formel" som bestod av arbete, jord och kapital, för att kategorisera vad som utgör samhällets inkomster. Komponenterna i hans formel motsvarade tre samhällsklasser: arbetare, kapitalägare och jordägare. Ägarna av dessa komponenter av hans formel, ersätts för sina tjänster av dem som efterfrågar vad de har, och denna ersättning är, menar Say, rättvis och styrs av utbudet och efterfrågan. Huruvida ägare kommer att göra vinst eller inte beror på tillgången.

## Svenska översättningar
- Kateches för allmänna statshushållningen, hwari wisas huru rikedomar frambringas, utdelas och förbrukas i samhället ... (anonym översättning, Stockholm, 1818)
- Afhandling uti statshushållningsläran, eller enkel framställning om sättet, huru förmögenhet uppkommer, fördelar sig och förbrukas ...(översättning Carl David Skogman, Stockholm, 1823-1824)
- Handbok uti statshushållningsläran (översättning Otto Palmstierna, Stockholm, 1833)